# 配子體

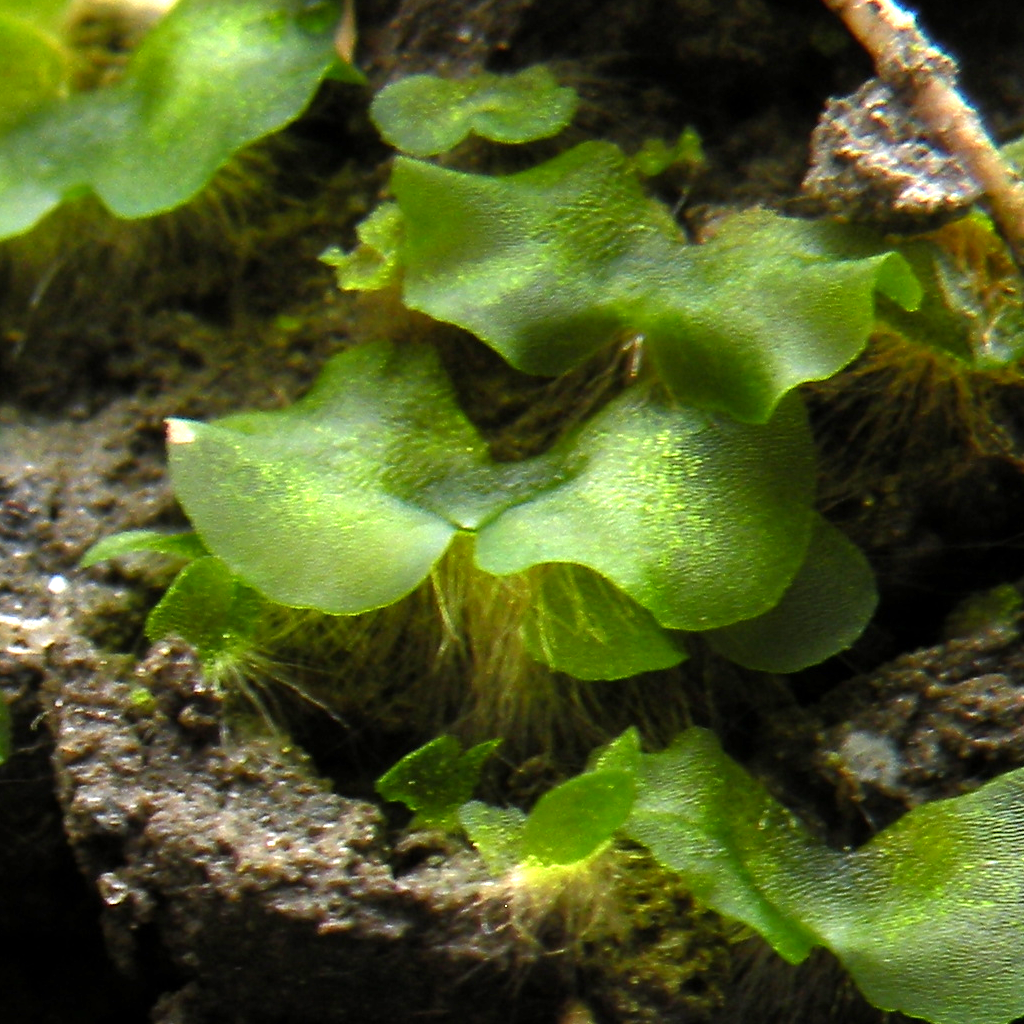
生態飼養箱中生長的數株蕨類配子體。

配子體（英文：gametophyte）為行世代交替的植物及藻類中，處於單倍體的多細胞階段。配子體會進行有絲分裂產生配子（可能是雄配子、雌配子或兩者皆產生，依種類不同）。配子結合後產生合子 (zygote)，合子會行有絲分裂長成雙倍體多細胞的孢子體個體。孢子體成熟後，會經由減數分裂產生單倍體的孢子，孢子再度行有絲分裂生長形成配子體個體，完成世代交替的循環。

## 植物
雌配子體是指陸生植物在配子體階段時，會產生雌配子者；雄配子题含义则相反。苔藓植物的配子体极度发达，孢子体寄生于配子体上，而从蕨类植物开始，配子体开始退化，其配子體稱原葉體，扁平且非常微小，仍可獨立生活。至於裸子植物的雌配子体仅剩颈卵器，到被子植物时，其雌配子体已退化为「七细胞八核」（稱胚囊）的简单结构，裸子植物及被子植物的雌配子體皆無法獨力生存，需要靠孢子體提供其養分。
在苔蘚植物（地錢門、角苔門及苔蘚植物門）中，配子體為較明顯可辨認的階段，由孢子萌發後，經由原絲體的階段生長而來（角苔的配子體發育過程中未經過原絲體的階段）；苔蘚的孢子體必須依附於配子體上以獲取養分。苔蘚植物配子體上生產配子的器官稱為配子囊 (gametangium)。
在蕨類植物中，配子體為行自由生活的個體，稱之為原葉體 (prothallus)。原葉體上具有藏精器及藏卵器，分別產生精細胞及卵細胞。大部分的蕨類的配子體是由單一一種孢子（同形孢子）發育而來的，因此可同時產生精細胞及卵細胞，但部分水生蕨類具有兩種不同大小的孢子（異形孢子）：大孢子萌發發育為產生卵細胞的雌配子體，小孢子發育為產生精細胞的雄配子體。
在裸子植物及被子植物中，配子體為微小、依附於孢子體上生存的寄生性個體。雌配子體又稱大配子體 (megagametophyte)在被子植物中即為胚囊；雄配子體又稱小配子體 (microgametophyte)，即為花粉管。
某些多細胞的綠藻、紅藻或褐藻（例如石蓴）中，配子體與孢子體的形態相同，但有些物種的配子體則是退化的。